# Przeładownia Elektrociepłowni Wrocław
Przeładownia Elektrociepłowni Wrocław – przeładownia położona w obrębie osiedla Kleczków, w pewnym oddaleniu do terenów Elektrociepłowni Wrocław – w sąsiedztwie Portu Miejskiego. Służy do zaopatrywania elektrociepłowni w węgiel drogą wodną. Umożliwia rozładunek za pomocą żurawi, w jakie wyposażona jest przeładownia, z barek dostarczających węgiel z kopalń Górnego Śląska.

## Charakterystyka
Przeładownia składa się z nabrzeża położonego na lewym brzegu Kanału Miejskiego, za Śluzą Miejską. Długość nabrzeża wynosi 220 m (150 m). Powierzchnia składowiska wynosi 54 000 m² (48 500 m²), obszar portu obejmuje 5,6 ha.